# Jesús Bernal López
Jesús Bernal López (14 de mayo de 1980, Torremolinos) es un exfutbolista español.
Jugó como defensa en varios equipos. Se destaca su etapa en el Málaga B.

## Clubes
| Club                    | País              | Año       |
| ----------------------- | ----------------- | --------- |
| Málaga B                | Bandera de España | 1999-2004 |
| UD Marbella             | Bandera de España | 2004-2005 |
| CD Badajoz              | Bandera de España | 2005-2006 |
| CD Roquetas             | Bandera de España | 2006-2007 |
| Alhaurín de la Torre CF | Bandera de España | 2007-2009 |